# Рыбозавод Рубас
Рыбозавод Рубас — упразднённый в середине 1970-х годов посёлок в Дербентском районе Республики Дагестан Российской Федерации. На момент упразднения входил в состав Белиджинского сельсовета.

## География
Располагался на берегу Каспийского моря к югу от реки Рубас, в 3,5 км к северо-востоку от села Белиджи.

## История
В начале 1900-х годов рыбопромышленником Афанасьевым был организован рыбный промысел Рубас № 1, который позже перешел братьям Ванецовым, которыми рядом были основаны ещё три промысла. С 1910 года промыслы оказались во владении братьев Маиловых. На базе промыслов Маиловых и Ванецовых было создано акционерное общество «Рыбак». После гражданской войны рыбные промыслы оказались в упадке. В 1921 году для их возрождения были мобилизованы трудармейцы из числа солдат XI Красной армии. В тот же год от станции Огни к рыбным промыслам Рубас была проложена узкоколейная железная дорога.
По данным на 1926 год рыбные промыслы Рубас № 3, № 4 и № 5 состояли соответственно из 23, 66 и 30 хозяйств. В административном отношении входили в состав Белиджинского сельсовета Дербентского района. В 1939 году в составе Белиджинского сельсовета значатся рыбозаводы № 60, 62, 63 и 64. По мере развития рыболовства в южном Дагестане, все бывшие рыбные промыслы (заводы) Рубас были объединены в одно предприятие рыбозавод Рубас. По сведениям 1970 года посёлок Рыбозавод Рубас входил в состав Белиджинского сельсовета, число жителей поселка в 10 раз превышало численность жителей центра сельсовета села Белиджи.
К середине 1970-х годов в связи с общим упадком рыболовного промысла на Каспии, рыбзвод был ликвидирован, жители поселка разъехались в другие регионы. По некоторым сведениям в бывших постройках поселка были размещены турбазы (в частности в бывшем общежитии).

## Населения
По переписи 1926 года на рыбных промыслах проживало 178 человек, в том числе на промысле № 3 — 34 человека, № 4 — 107 человек и № 5 — 37 человек. В 1939 году на рыбзаводе № 60 проживало 158 человек, № 62 — 44, № 63 — 158 и № 64 — 2 человека. В 1970 году в поселке Рыбозавод Рубас числилось 1161 человек, фактически проживало 1630.
Национальный состав
По данным Всесоюзной переписи населения 1926 года на рыбных промыслах в основном проживали: русские (61 %), лезгины (11 %) и таты (17 %).